# Тадоміндін
Тадоміндін (*бірм. ဗိုလ်မြို့ဝန်, тай. โป่มะยุง่วน; д/н — 1775) — останній бірманський володар держави Ланна у 1768—1775 роках. У тайців відомий як По Маюнгуан.

## Життєпис
Походження невідоме. 1768 року після смерті Апаякамані призначається бірманським правителем Сінб'юшином новим володарем Ланни. Втім швидке поводив себе як намісник, діючи виключно в інтересах Бірми.
1770 року вирішив скористатися повстання Чао Пхра, князя Фанга, проти Таксина, володаря Тхонбурі. Спочатку рушив на важливе місто Саванхалок, проет не зміг його захопити незважаючи на усі спроби. Також підтримав Чао Пхра не дала результату. На початку 1771 року Таксин спробував захопити Чіангмай (столицю Ланни), проте зазнав невдачі. Тадоміндін перейшов у наступ, вдершись до ворожої території, але був розбитий.
1774 року боротьба поновилася, коли проти Тадоміндіна почалося потужне повстання населення, невдоволення надмірним збільшенням податків та війною, яка приносила розорення. Таксим скористався цим, щоб захопити важливі міста Лампхун, Лампанг, Пхре і Нан, де поставив місцевих князів, пов'язаних зі своїм родом. Тадоміндін рушив до міста Чіангсен на півночі, щоб зібрати нові війська. 1775 року Таксин відправив нове військо, яке захопило Чіангмай та південну Ланну.
Тадоміндін звернувся по допомогу до бірманського правителя Сінб'юшина, який відправив власне військо. Одній з м'яманських армій вдалося відвоювати Чіангмай, а іншій — зайняти ворожі провінції Пхітсанулок і Сукхотай. У червні 1776 року подальше просування зупинилося. В цей час помирає Сінб'юшин, що спричинило завершення походу та повернення військ на батьківщину. В результаті було втрачено Чіангмай, яке Таксин перетворив на окрему державу на чолі із Пхраєю Чабаном. Тандоміндін залишився намісником Чіангсена. Його подальша доля невідома.